# Лянга
Лянга — волан, изготовленный из лоскутка козьей или овечьей шкуры, с пришитой к нему свинцовой «пуговицей» диаметром 2 см и толщиной 2-3 мм, предназначенный для одноимённой подростковой дворовой игры, распространённой в странах Центральной Азии и других регионах Евразии. В Китае подобная игра называется ти щянзы и распространена с древних времён. В Польше и регионах Сибири известна под названием зоска. Европейский аналог игры — сокс.
Лянга может представлять собой носок, наполненный гравием или зёрнами, кусок свинца, зашитый в кожу, утыканную перьями и т. п.

## Название
Некоторые исследователи предполагают, что лянга в Центральную Азию попала из Урумчи и Кашгара. Название игры, возможно, имеет китайское происхождение от слова  - «хромой». Также происхождение возможно от персидского لنگ (lang) — «согнутый в колене».
В Дагестане игра в лянгу известна под названием лямга, в Осетии - под названиями чъопп и жошка.
В Сибири и Польше эта игра известна под названием зоска. Возможно, слово зоска имеет монгольское происхождение. Так, в калм. дзос — «небольшая китайская монета с просверленным посередине прямоугольным отверстием». А в Бурятии для этой игры, наряду с названием бур. тэбэг, используется название бур. зоос. Позже к слову добавился аффикс -ка.

## Общие сведения об игре
Игра в лянгу являлась одной из многих игр на свежем воздухе мальчиков-подростков в Средней Азии. Изготовление лянги требовало опыта — правильно подобрать кусочек шкуры животного (так как коза или баран имели разную шерсть), найти, расплавить свинец и отлить из него грузило с двумя отверстиями для волана. Лянга сама по себе обладала определённой ценностью — её можно было продать или поменять на что-то равноценное.
Игра в настоящее время потеряла былую широкую популярность. В 2018 году, в рамках Всемирных игр кочевников при поддержке UNISEF игра ти щянцы (лянга) вместе  с другими детскими народными играми была представлена в «Караване детских игр», проехавшем по областям Кыргызстана. Чтобы вернуть игре популярность, в Кызылорде (Казахстан) провели молодёжный чемпионат, в котором приняло участие более пятидесяти любителей лянги.

## Правила игры
Правила могут разниться по регионам, в целом сходясь в необходимости набить лянгу ногами, не роняя её на землю, определённое количество раз. Игроки могут выступать лично или в командах. Также существует игра в лянгу, когда один игрок «водит» (подкидывает рукой лянгу другим игрокам), а остальные отбивают ногой подкидываемую им лянгу. Игроки стоят полукругом, водящий стоит в центре. Водящий старается поймать на лету лянгу после того, как её отбил один из игроков. Если водящий поймает лянгу, то игрок, от удара которого летела лянга, становится водящим. В случае если игрок оторвал ногу от земли и не попал ею по лянге, то он также становится водящим. Если игрок не уверен, что он может отбить на лету подброшенную ему лянгу, то он имеет право просто стоять и не отбивать её.
В Казахстане применяются следующие правила. Набив лянгу пять раз, игрок ловит лянгу рукой и переходит на следующий уровень. Если игрок роняет лянгу на землю, или не может поймать её, ход переходит к сопернику. Если соперников несколько, ходы переходят по кругу. При возвращении хода к игроку он начинает игру с начала того уровня, на котором он остановился. Если игра командная, с этого уровня в игру вступает другой игрок этой команды.
Возможные правила и названия видов приёмов в игре:
- Простой набой — набивка внутренней стороной стопы;
- Соднойка — набивка внутренней стороной стопы не опуская ногу (правую) на землю;
- Пара — набивка внутренней стороной стопы в сочетании с набивкой наружней стороной (считается парой) или набивка внутренней стороной стопы в сочетании с набивкой другой ногой (наружной или внутренней стороной стопы); тот же простой набой, только счёт идёт по парам (одна пара, две пары и так до пяти пар);
- Мурт (от казахского — усы) — тройная простая набивка;
- Сакал (от каз. — борода) — четверная простая набивка;
- Грек — набивка подъёмом стопы;
- Сырт (от каз. — внешняя сторона), она же косая — набивка внешней стороной стопы;
- Алай-булай (от каз. — так-сяк) — переменная набивка внутренней и внешней сторонами стопы;
- Сол аяк (от каз. — левая нога) — простая набивка внутренней стороной стопы левой (для левшей — правой) ноги. Далее слова «внутренней стороной стопы левой ноги» для краткости заменяются на «левой ногой»;
- Люра (этимология неизвестна) — набивка в прыжке из-под бедра полусогнутой в колене левой ногой. Правилами может оговариваться простая люра, когда для коррекции траектории лянги между люрами допускаются другие удары, или чистая люра, когда такие удары не допускаются. Иногда простая и чистая люра могут быть разделены на два различных уровня;
- Люра «вприсед» — то же, что и предыдущая, только без прыжка;
- Джянза (этимология от китайского названия игры) — набивка в прыжке из-под голени полностью согнутой в колене левой ногой. Также может быть простой и чистой;
- Джура (этимология неизвестна) (или «топорики») — набивка в прыжке из-под стопы полностью согнутой в колене и бедре левой ногой. Также может быть простой и чистой.
- Обезьянка (в некоторых районах) — элемент «высшего пилотажа» — выполнение люры после пролета лянги по центру между ногами.

Победителем становится игрок или команда, первым прошедшие все оговоренные уровни (если никто не мог пройти все уровни — достигшие максимального уровня). Если несколько игроков проходят все уровни без нарушений, игра начинается заново, но лянга набивается на каждом уровне не по 5, а по 6 раз, и т. д. до выявления победителя.